# Sede titolare di Anchialo
Anchialo (in latino Anchialitana) è una sede arcivescovile titolare della Chiesa cattolica.

## Storia
Anchialo, che corrisponde alla città di Pomorie in Bulgaria, fu una sede ecclesiastica della provincia romana dell'Emimonto nella diocesi civile di Tracia e nel patriarcato di Costantinopoli. Elevata al rango di metropolia nel XIV secolo, è stata soppressa agli inizi del XX secolo
Dal XIX secolo Anchialo è annoverata tra le sedi vescovili titolari dalla Chiesa cattolica; la sede è vacante dal 26 settembre 1965. In origine era una sede vescovile; fu elevata al rango di arcidiocesi titolare nel 1932.

## Cronotassi
- Vladislas Castellano † (1º ottobre 1892 - 12 settembre 1895 nominato arcivescovo di Buenos Aires)
- Casimiro Piñera y Naredo † (6 marzo 1896 - 28 novembre 1898 nominato prelato di Ciudad Real)[1]
- Raffaele Presutti, O.F.M.Cap. † (13 settembre 1910 - 1915 deceduto)
- Henri Lécroart, S.I. † (30 luglio 1917 - 17 agosto 1940 deceduto)
- Georges Cabana † (24 maggio 1941 - 28 maggio 1952 succeduto arcivescovo di Sherbrooke)
- Pierre-Maurice-Marie Rivière † (13 maggio 1953 - 7 novembre 1961 deceduto)
- Giacinto Giovanni Ambrosi, O.F.M.Cap. † (19 marzo 1962 - 26 settembre 1965 deceduto)